# Kathrine Møller Kühl
Kathrine Møller Kühl (* 5. Juli 2003 in Hillerød) ist eine dänische Fußballspielerin. Die Mittelfeldspielerin spielt seit 2025 für die  AS Roma und seit 2021 in der dänischen Nationalmannschaft.

## Karriere

### Vereine
Kühl begann mit 5 Jahren beim Hillerød FC mit dem Fußballspielen und wechselte 2018 in die U-18 des FC Nordsjælland. Seit 2019 spielt sie in der ersten Mannschaft und gewann mit der Mannschaft im Juli 2020 den dänischen Pokal – für den Verein der erste Titel. 
Im Januar 2023 wechselte sie zum Arsenal Women FC. Beim 1:1 gegen Chelsea am 15. Januar 2023 saß sie erstmals auf der Bank. Im Januar 2024 wurde sie bis zur Sommerpause 2024 an Everton ausgeliehen.
Am 18. Januar 2025 wechselte sie für eine zweijährigen Vertrag zur AS Roma.

### Nationalmannschaften
Kühl spielte erstmals Ende Oktober/November Juli 2018 bei zwei verlorenen Freundschaftsspielen gegen Deutschland für die U-16-Mannschaft und war dabei im zweiten Spiel Kapitänin. Nach einem Freundschaftsspiel nahm sie mit der U-17 im März 2019 an der Eliterunde der Qualifikation zur U-17-Fußball-Europameisterschaft der Frauen 2019 teil. Die Eliterunde wurde mit einem Remis gegen Slowenien und Siegen gegen Island (2:0) und die gastgebenden Italienerinnen (5:0) als Gruppensieger abgeschlossen und damit die Endrunde erreicht. Mit je einem Sieg, einer Niederlage und einem Remis schieden die Däninnen als Gruppendritte nach der Vorrunde aus. Im September 2019 unternahmen sie einen neuen Anlauf und hatten beim Turnier Heimrecht. Nach einem 11:0 zum Auftakt gegen Nordmazedonien gelang gegen Wales noch ein torloses Remis. Das dritte Spiel gegen Russland wurde zwar mit 3:4 verloren, als Gruppenzweite waren sie aber dennoch für die Eliterunde qualifiziert. Diese wurde dann aber wegen der COVID-19-Pandemie ebenso wie die Endrunde abgesagt. Im Dezember 2019 hatte sie bei zwei Freundschaftsspielen, die gegen die Niederlande verloren wurden, ihre letzten Auftritte in der U-17. Wegen der Pandemie kam sie in der U-19 auch nur zu drei Spielen bei einem Turnier in La Manga im März 2020 vor dem Ausbruch der Pandemie.
Am 13. April 2021 hatte sie dann beim 1:1 gegen Wales ihren ersten Einsatz in der A-Nationalmannschaft als sie in der 81. Minute für Emma Snerle eingewechselt wurde. Es folgten zwei Einsätze bei Freundschaftsspielen im Juni und ab September in der Qualifikation für die WM 2023, wo sie in allen ausgetragenen Spielen der Däninnen eingesetzt wurde und beim 3:0-Sieg gegen Bosnien und Herzegowina am 25. November 2021 ihr erstes Tor erzielte. Da die Russinnen nach dem Russischen Überfall auf die Ukraine vom Wettbewerb ausgeschlossen wurden, stand schon vor dem Ende der Qualifikation die Teilnahme der Däninnen an der WM 2023 fest – der ersten Teilnahme seit 2007.
Beim Algarve-Cup 2022 hatte sie einen Einsatz im ersten Spiel gegen Italien, danach zogen sich die Däninnen wegen Corona-Infektionen vom Turnier zurück.
Am 31. Mai wurde sie für die Vorbereitung auf die EM 2022 und das Testspiel gegen Österreich am 12. Juni 2022 nominiert. Am 16. Juni wurde sie für die EM-Endrunde im Juli nominiert. Sie war die jüngste Spielerin im Kader. Im ersten Gruppenspiel gegen Deutschland wurde sie kurz vor Schluss mit Gelb-Rot vom Platz gestellt. Im letzten Gruppenspiel gegen Spanien, das durch ein Tor in der Schlussminute verloren wurde, stand sie wieder in der Startelf. Durch die Niederlage schieden die Däninnen aus.
Am 30. Juni wurde sie für die WM-Endrunde in Australien und Neuseeland nominiert, wurde in jedem der vier Spiele ihres Teams eingesetzt und schied mit der Mannschaft im Achtelfinale gegen die Australierinnen aus. Sie war die jüngste Spielerin im Kader.
Am 20. Juni 2025 wurde sie für die EM-Endrunde nominiert. Sie kam nur im letzten Spiel bei den drei Niederlagen der Däninnen zum Einsatz, nach denen diese ausschieden.

## Erfolge
- 2020: Dänische Pokalsiegerin
- 2023: Englische Ligapokalsiegerin (ohne Finaleinsatz)